# Sadler's Wells Theatre
Sadler's Wells Theatre is een theater in Londen, Engeland. Het theater bevindt zich al sinds de 17e eeuw aan Rosebery Avenue in de wijk Islington en is het zesde theater op deze plek. Uit het voormalige opera- en balletgezelschap van Sadler's Wells zijn in de 20e eeuw de English National Opera en het Royal Ballet ontstaan. Sadler's Wells Theatre is tegenwoordig vooral bekend vanwege de internationaal georiënteerde programmering van moderne-dansvoorstellingen. Het huidige gebouw dateert uit 1998 en is - voornamelijk vanwege zijn illustere voorgangers - een grade II listed building.

## Geschiedenis

### Oorsprong
De oorsprong van het Sadler’s Wells Theatre ligt bij een in 1683 door Richard Sadler opgericht Musick House, een muziek- en theaterpaviljoen gelegen in een grote tuin aan de rand van de toenmalige stad. Het etablissement was genoemd naar een bron (Engels: well), die zich op het terrein bevond. Samen met de componist Francis Forcer organiseerde Sadler hier concerten. Het theater geldt als het tweede in Londen, na het twintig jaar oudere Theatre Royal, Drury Lane. In 1765 werd het Musick House vervangen door een stenen gebouw. Begin 19e eeuw traden hier bekende toneelspelers op als Edmund Kean en Joseph Grimaldi. Theaterbezoekers werden in die tijd begeleid door medewerkers van Sadler's Wells vanwege de ongure buurt. Na 1860 liep de belangstelling voor het theater terug en vanaf 1875 was er enige tijd een rolschaatsbaan en een boksarena gevestigd. In 1878 volgde de sloop, maar een jaar later werd op dezelfde plek een nieuw theater geopend, dat zich presenteerde als music hall (variététheater). Ook dit theater was geen succes en na een tijd lang als bioscoop te hebben gefungeerd, sloot het in 1915 zijn deuren.

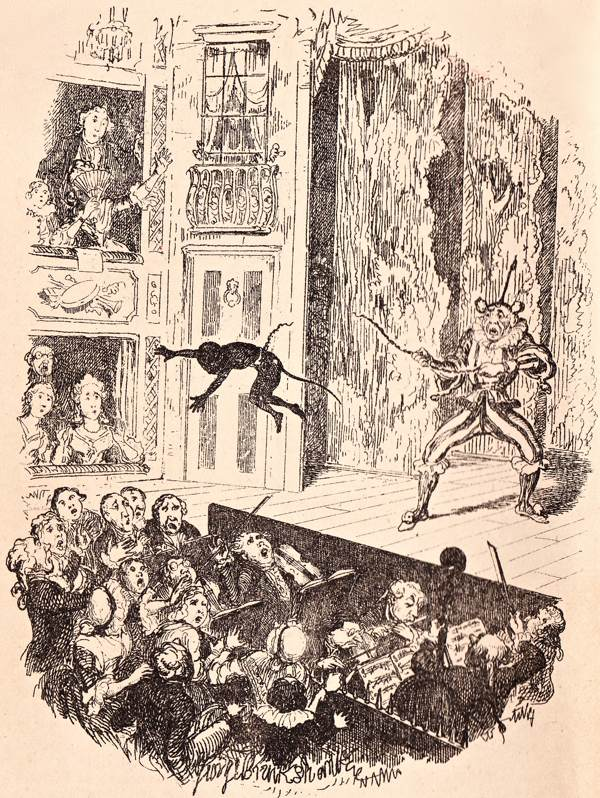
Optreden Grimaldi, 1785
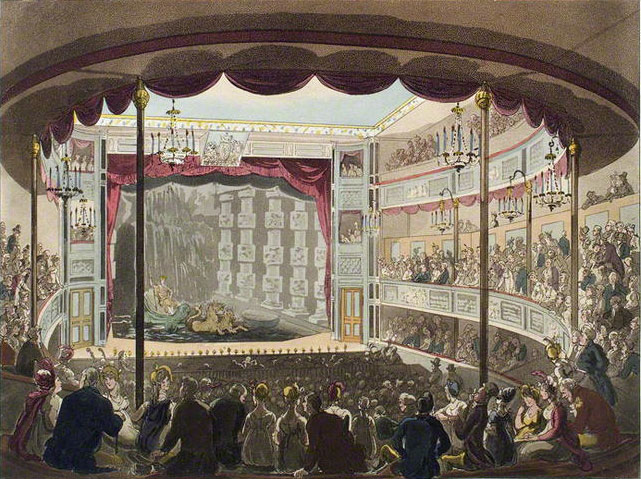
Interieur, 1809
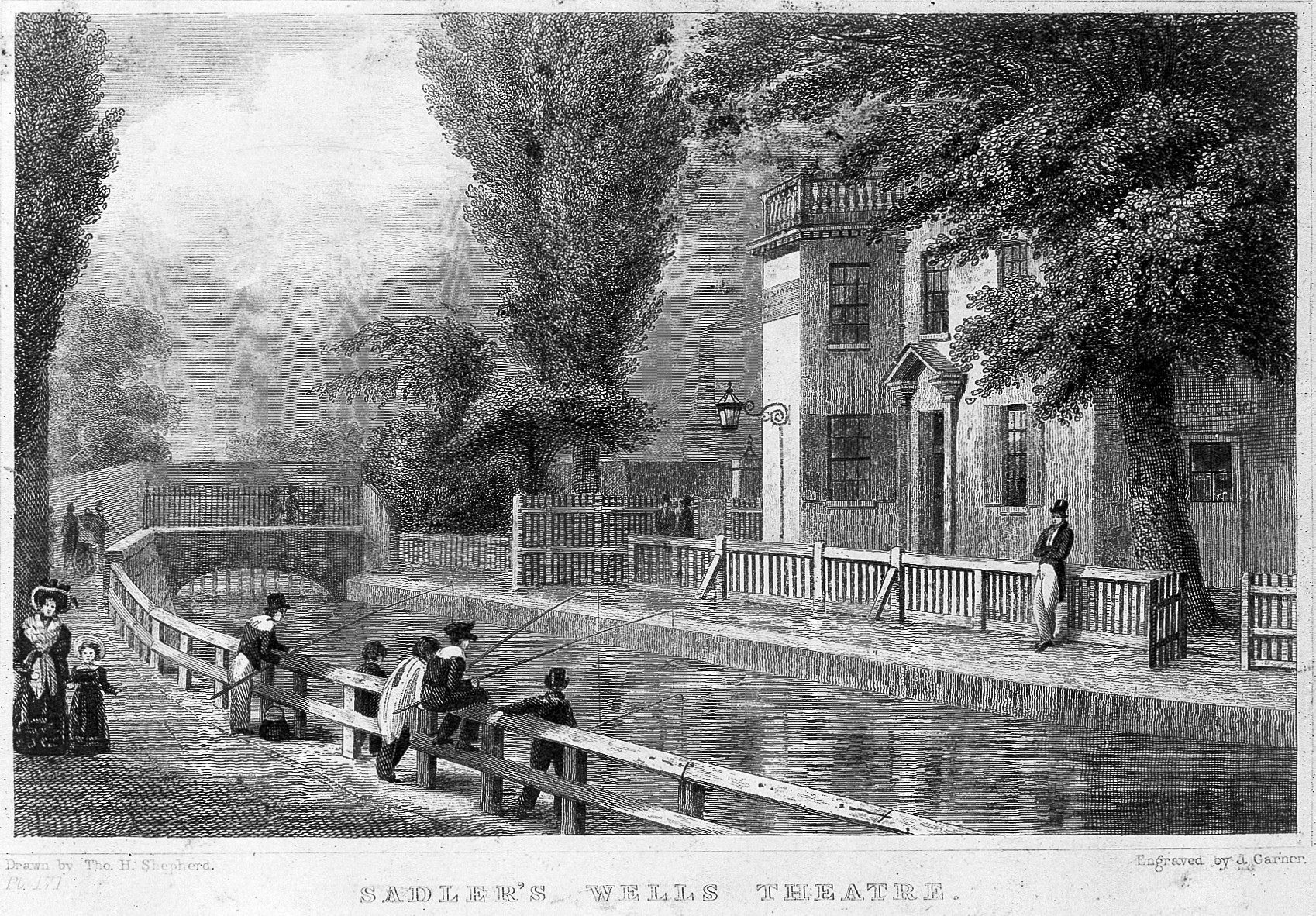
Begin 19e eeuw
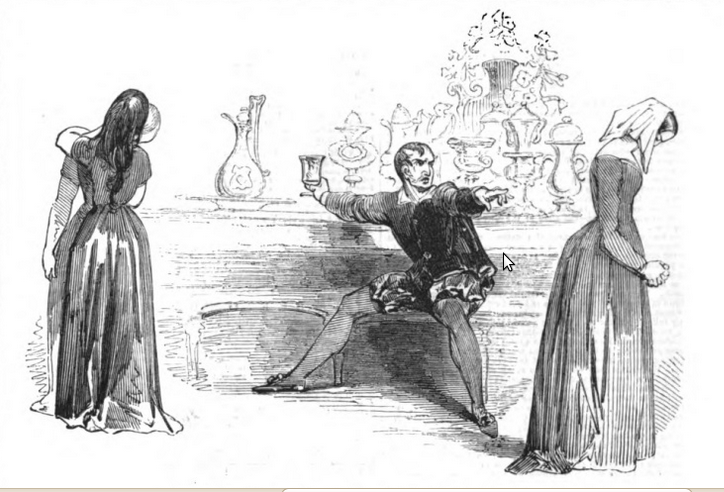
The City Madam, 1844

### Ontwikkelingen 20e eeuw

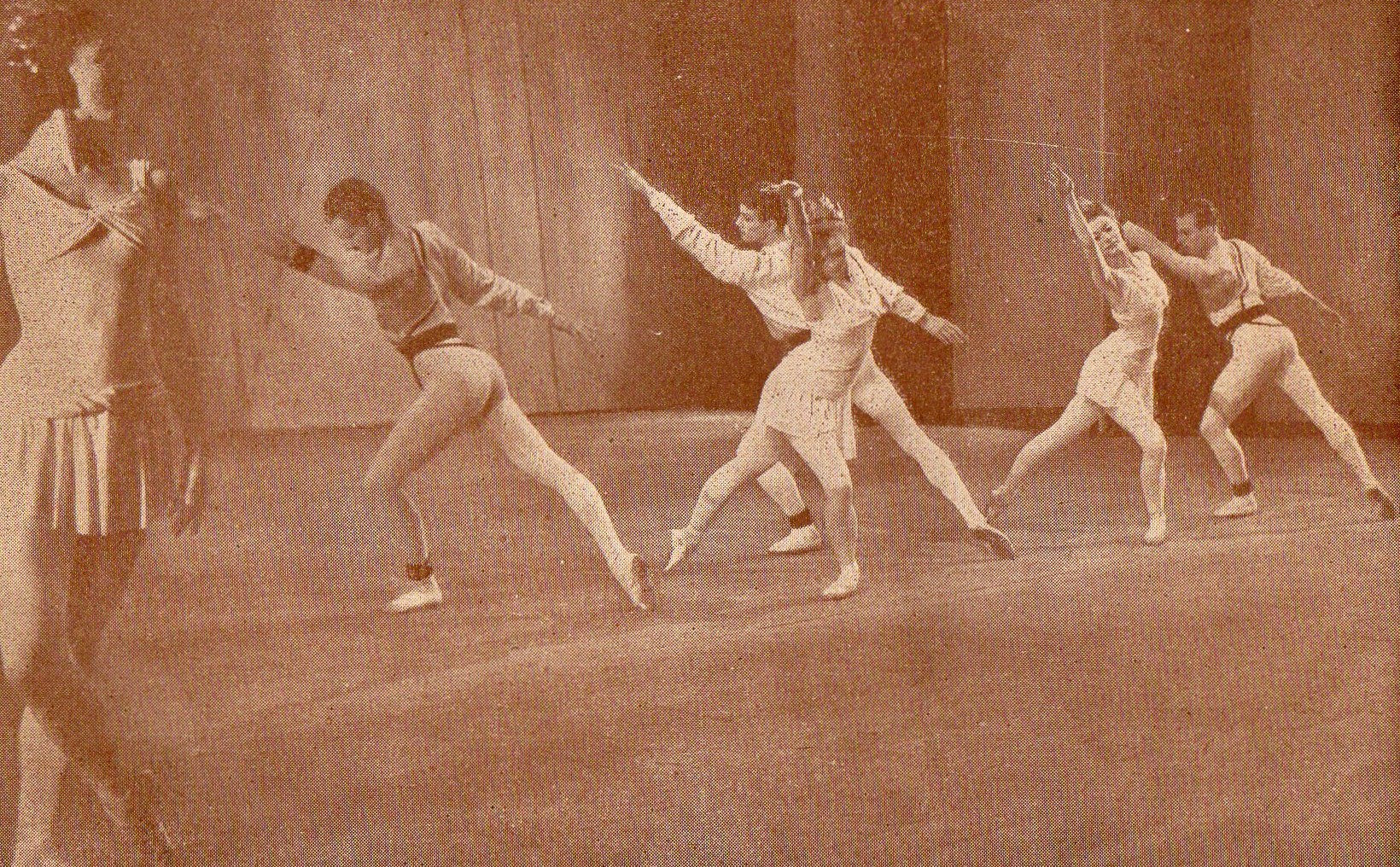
Sadler's Wells Ballet op tournee, 1947

In 1925 wist Lilian Baylis, eigenaresse van het Old Vic theater, de steun van enkele prominenten (onder anderen Winston Churchill, Stanley Baldwin, G.K. Chesterton, John Galsworthy, Ethel Smyth en Thomas Beecham) te verwerven in een actie om het theater te kopen, wat in 1931 lukte. Lilian Baylis werkte samen met de balletdanseres en choreograaf Ninette de Valois, die van 1923 tot 1925 bij het Ballets Russes van Sergej Diaghilev gedanst had, en samen richtten ze het Vic-Wells Ballet op. Alicia Markova behoorde tot de eerste prima ballerina's; Frederick Ashton werd de eerste huischoreograaf. In 1946 verhuisde een deel van het gezelschap naar het Royal Opera House in Covent Garden en noemde zich vanaf 1956 het Royal Ballet. Het restant van het gezelschap ging op de oude plek verder als Sadler’s Wells Theatre Ballet. Ook dit gezelschap vertrok in 1955 om tot 1970 als reizend ballet in heel Groot-Brittannië op te treden. Van 1970 tot 1990 was het, inmiddels Sadler's Wells Royal Ballet geheten gezelschap, weer op de oude stek gevestigd, waarna het definitief naar Birmingham verhuisde.
Naast ballet vonden er in het theater ook andere opvoeringen plaats, met name opera. Op 7 juni 1945 vond hier de première van de opera Peter Grimes van Benjamin Britten plaats. In 1968 verhuisde de Sadler's Wells Opera Company naar het London Coliseum en noemde zich vanaf 1974 English National Opera. In de jaren 80 was er korte tijd weer een operagezelschap aan Sadler's Wells verbonden, de New Sadler’s Wells Opera. Daarna legde het theater zich meer en meer toe op het presenteren van moderne dans, zowel eigen producties als rondreizende voorstellingen. In 1996 werd het oude theater, dat volledig versleten was, vervangen door de huidige nieuwbouw met een groter auditorium (ruim 1500 stoelen) en een ruimer podium, waardoor grotere producties geprogrammeerd konden worden. Het £54 miljoen kostende project werd grotendeels betaald uit fondsen die beschikbaar waren gesteld door de National Lottery. Op 11 oktober 1998 vond de openingsvoorstelling plaats.

## Sadler's Wells nu

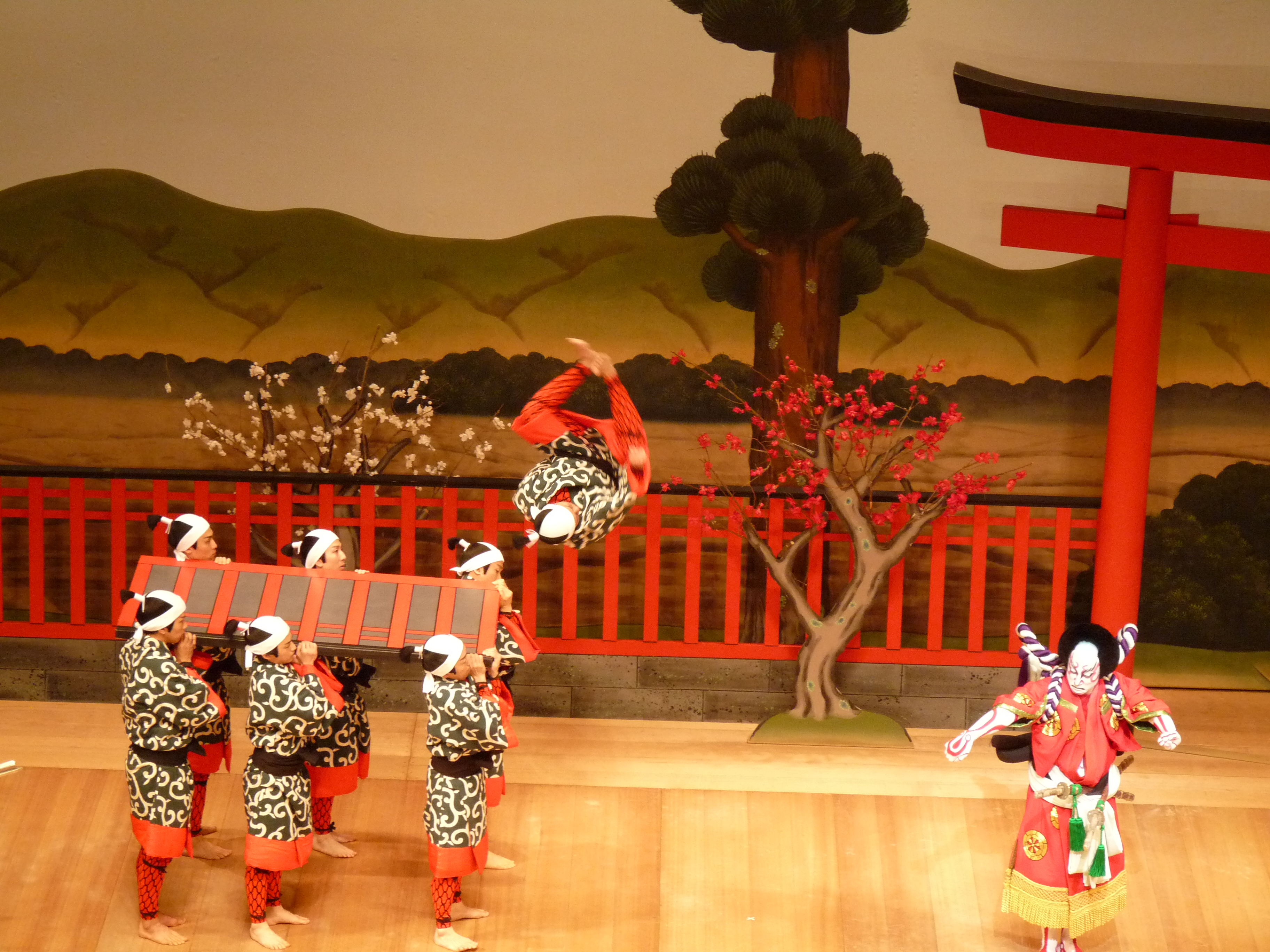
Kabukitheater in Sadler's Wells, 2010

Sadler's Wells staat tegenwoordig bekend als een van de leidende theaters op het gebied van dans. Sinds 2004 organiseert het theater het jaarlijkse hiphop en breakdancefestival Breakin' Convention. Vanaf 2009 coördineert het de Global Dance Contest, een online talentenjacht op het gebied van moderne dans.
Onder artistiek directeur Alistair Spalding (sinds 2004) ontwikkelde het theater zich ook als productiehuis. Vanaf 2005 zijn diverse bekende associative artists verbonden aan dit productiehuis: BalletBoyz (Michael Nunn en William Trevitt), Matthew Bourne, Akram Khan, Jonzi D, Wayne McGregor, Russell Maliphant (allen sinds 2005), Sylvie Guillem (2006), Jasmin Vardimon (2006), Christopher Wheeldon (2007), Sidi Larbi Cherkaoui (2008), Hofesh Shechter (2008), Michael Hulls (2010), Kate Prince (2010), Nitin Sawhney (2010), Michael Keegan-Dolan (2012) en Crystal Pite (2013). Sinds 2005 produceerde Sadler's Wells in samenwerking met deze theatermakers zo'n 80 eigen voorstellingen.
Anno 2015 zijn drie dansgezelschappen vast verbonden aan het Sadler's Wells Theatre: Matthew Bournes ensemble New Adventures, Wayne McGregors Random Dance en Kate Princes ZooNation Dance Company. Sadler's Wells heeft een dependance in het centrum van Londen, het Peacock Theatre. Het theater trekt jaarlijks gemiddeld zo'n 500.000 bezoekers.
Ook muzikant en dirigent Gary Cooper heeft er opgetreden, onder meer in 2006 met een geheel nieuwe uitvoering van Händels opera Orlando.

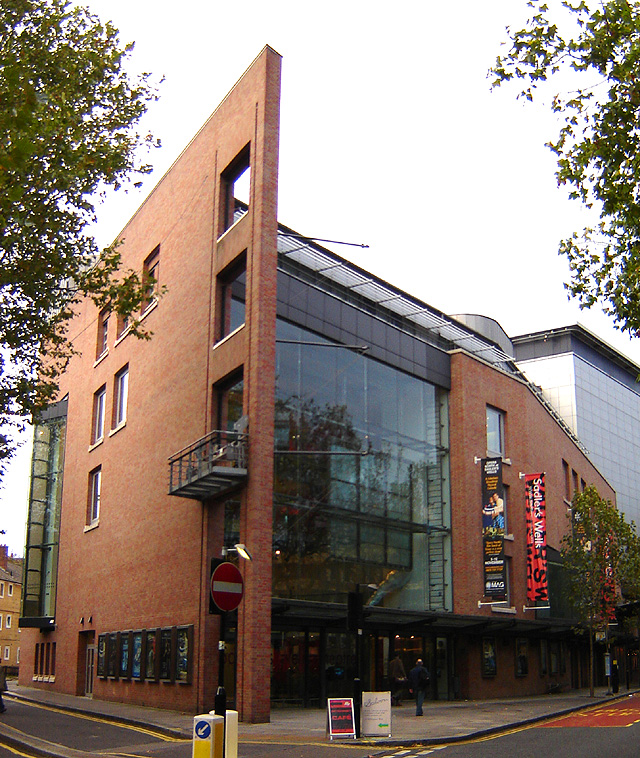
Voor- en zijgevel
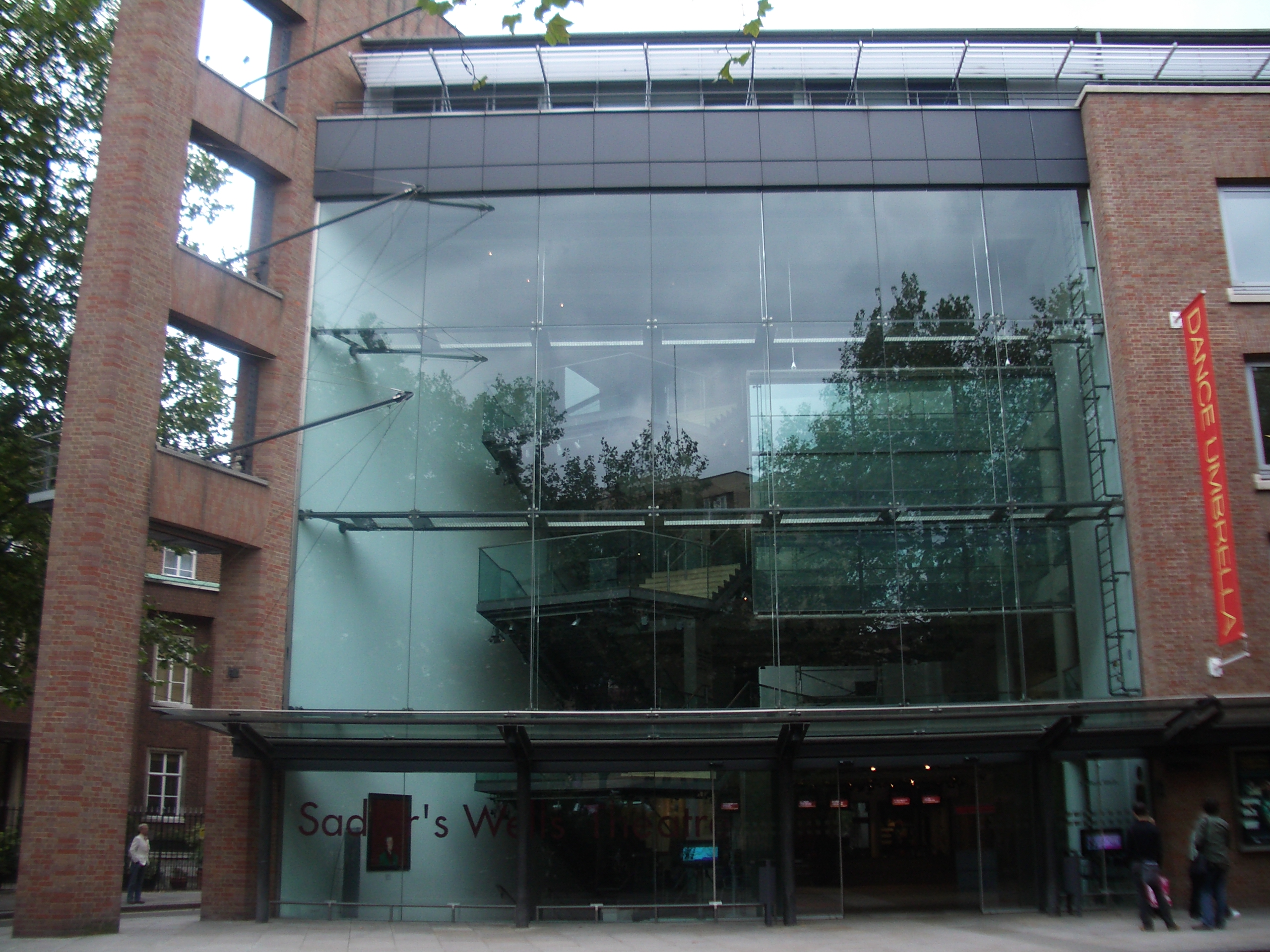
Detail voorgevel
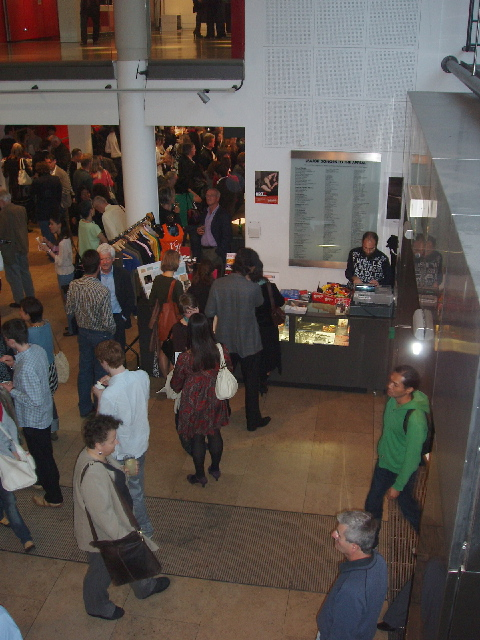
Foyer
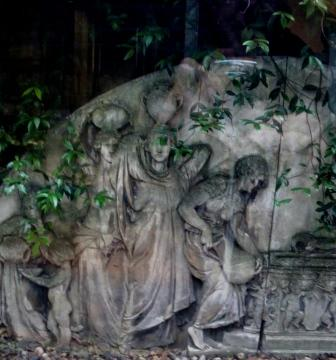
Reliëf van oude theater